# Улзийт (Дундговь)
Улзийт (монг. Өлзийт) — сомон аймака Дундговь в центральной части Монголии, площадь которого составляет 15 421 км². Численность населения по данным 2007 года составила 2 690 человек.
Центр сомона — усадьба Рашаант, расположенная в 98 километрах от административного центра аймака — города Мандалговь и в 350 километрах от столицы страны — Улан-Батора.

## География
Сомон расположен в центральной части Монголии. Граничит с соседними аймаками Дорноговь и Умнеговь.
Из полезных ископаемых в сомоне встречаются железная руда, известняк, свинец, шпат.

## Климат
Климат резко континентальный. Средняя температура января -15-20 градусов, июля +20 градусов. Ежегодная норма осадков 150 мм.

## Фауна
Животный мир Улзийта представлен лисами, дикими козами, зайцами, корсаками.

## Инфраструктура
В сомоне есть школа, больница.